# 航母style

被大量模仿的的辽宁舰舰载机起飞手势

航母style（又称“走你”、“走你style”、“起飞style”）指中華人民共和国第一艘航空母舰辽宁舰的舰载机歼15於起飞時的指挥手势，後被被大量网民模仿，並出現网络爆红现象的事件。此事被《新闻联播》等媒体报道，客观上体现了中国民众爱国情感、对国家军事实现现代化的成就感和高度的民族认同感。

## 爆红
2012年12月，在歼15成功于辽宁舰上实现首飞的消息公布之后当日就有不少网民在论坛、微博上传庆贺照片。其中有部分网民受到庆贺照片的启发并模仿舰载机起飞指挥员的手势动作，将之拍摄并上传于各大军事论坛以及多家微博。由于微博平台的特殊性“航母style”几乎是一夜之间就在网络爆红。
网络爆红后，许多中国网民和中国明星孙俪、冯远征、马苏、冯绍峰、文章、谢楠、朱时茂、阿娇、冯喆等人纷纷模仿。

## 姿势
下蹲屈伸右臂上扬一套动作，美國、英國及法國海軍及空军等同样采取此半蹲式姿势，俄罗斯为站立式。

## 改进
2014年1月17日，辽宁号航空母舰2013年12月在南海巡航的原始画面曝光，“航母style”换了新姿势，新版“航母style”中，指挥员右膝跪地，左手高举。据辽宁号航空母舰编队司令员陈岳琪海军少将介绍，引导员离起飞飞机很近，飞机起飞的时候，尾流喷焰包括高温的气流对引导员是有影响的，所以现在的航母style由之前的两点支撑改为三点支撑，引导员的头还要低下来，主要是防护。